# ليونارد تشادويك
ليونارد تشادويك (بالإنجليزية: Leonard Chadwick)‏ هو عسكري أمريكي، ولد في 24 نوفمبر 1878 في ميلدتاون في الولايات المتحدة، وتوفي في 18 مايو 1940 في بوسطن في الولايات المتحدة.